# Ольгинка (Новосибирская область)
Ольгинка — исчезнувшая деревня в Болотнинском районе Новосибирской области. На момент упразднения входила в состав Мануйловского сельсовета. Исключена из учётных данных в 1971 году.

## География
Располагалась к югу от федеральной трассой Р255 Сибирь, в 3 км к юго-востоку от города Болотное.

## История
Посёлок Ольгинский был основан в 1908 г. В 1926 году состоял из 46 хозяйств. В административном отношении входил в состав Болотнинского сельсовета Болотнинского района Томского округа Сибирского края.
Решением Новосибирского облисполкома от 27.09.1971 г. № 650 деревня исключена из учётных данных, как фактически не существующая.

## Население
По переписи 1926 г. в посёлке проживало 246 человек (120 мужчин и 126 женщин), основное население — украинцы.